# Cá sấu Gustave
Gustave là một con cá sấu sông Nile đực ở Burundi. Nó nổi tiếng qua hàng loạt vụ giết người, và đồn rằng nó đã giết hơn 300 người bên bờ sông Ruzizi và bờ bắc của hồ Tanganyika. Mặc dù các thông số rất khó để xác định nhưng nó đã trở thành huyền thoại và là nỗi khiếp sợ của người dân trong vùng.
Gustave được đặt tên bởi Patrice Faye, một nhà bò sát học đã nghiên cứu nó từ những năm 1990; phần lớn những gì biết được về Gustave xuất phát từ bộ phim Bắt giữ con cá sấu sát thủ, phát sóng trên kênh PSB năm 2004. Bộ phim tài liệu về nỗ lực bắt và nghiên cứu Gustave.
Con vật này nổi tiếng vì là một con cá sấu ăn thịt người và được đồn đại là đã giết và ăn thịt hơn 300 người trong khu vực sinh sống của nó. Từ đó, tại Burundi thuộc châu Phi tồn tại câu chuyện thực về con cá sấu sông Nile khổng lồ, đã cướp đi mạng sống của hàng trăm người.

## Mô tả
Vì Gustave chưa từng bị bắt nên chiều dài chính xác của nó vẫn chưa rõ. Năm 2002, nó được ước lượng là "dài khoảng 20 feet (6 mét)", và nặng hơn một tấn. Một vài ước tính cho rằng Gustave dài 25 feet (7.5 mét) hoặc hơn. Khi lần đầu thấy, nó có thể đã hơn 100 tuổi để đạt kích thước như vậy; tuy nhiên, Gustave có một hàm răng hoàn toàn đầy đủ. Vì một con cá sấu 100 tuổi phải "gần như không còn răng" (theo bộ phim tài liệu), nó cho rằng "không hơn 60 tuổi, và có vẻ vẫn đang phát triển".
Gustave còn được biết qua ba vết sẹo do đạn. Vai phải của nó có một vết do thương nặng. Nguyên nhân của 4 vết sẹo này không được biết. Các nhà khoa học và bò sát học đã nghiên cứu và xác nhận rằng kích thước và khối lượng của nó khiến nó không thể săn những con mồi bình thường và nhanh nhẹn như cá, linh dương và ngựa vằn, khiến nó phải săn những con mồi to lớn hơn như hà mã, linh dương đầu bò lớn và người. Dựa theo những cảnh báo địa phương, nó giết nạn nhân và để lại xác thừa. Ngoài ra, trong bộ phim tài liệu nói rằng cá sấu không cần ăn trong nhiều tháng, kích thước của Gustave có thể đủ khả năng để lựa chọn con mồi của mình một cách cẩn thận.
Trong số các cá sấu nước mặn (Crocodylus porosus) tại châu Á và Úc dài 6 mét (20 ft) thường thấy; cá thể dài 9 mét (30 ft) cũng đã được phát hiện. Sách Kỷ lục Guinness đã ghi nhận một cá thể cá sấu dài 7 mét (23 ft) tại phía đông Ấn Độ. Mặc dù Gustave không phải là con cá sấu dài nhất, nhưng cá thể cá sấu sông Nile dài hơn nó chưa được phát hiện.

## Nỗ lực bắt giữ
Trong Bắt giữ con cá sấu sát thủ, Patrice Fey và các nhà khoa học khác cố gắng bắt giữ Gustave. Theo bộ phim, Patrice đã điều tra 2 năm trước khi thử bắt nó. Tuy nhiên, Patrice và các nhà khoa học có thời hạn 2 tháng để bắt giữ; sau đó, sự thay đổi chính quyền có thể dẫn đất nước vào cuộc nội chiến. Đầu tiên, một chiếc bẫy lồng nặng 1 tấn và dài 9 m được triển khai. Cả đội xác định vị trí của Gustave, sau đó cài bẫy - chiếc bẫy được cài một camera hồng ngoại. Nhiều loại bẫy đã được cài, nhưng không có cái nào thu hút Gustave hay bất cứ sinh vật nào khác. Các nhà khoa học cũng đã đặt 3 chiếc bẫy khổng lồ trên sông nhằm tăng khả năng bắt được; rất nhiều cá sấu nhỏ hơn đã bị bắt, nhưng Gustave thì không.
Tuần cuối cùng trước khi phải rời khỏi đất nước, cả đội đã cho một con dê sống vào trong lồng; nhưng nhiều đêm trôi qua mà không có kết quả. Vào một đêm, máy quay bị hỏng do mưa bão; sáng hôm sau, chiếc lồng bị chìm một phần dưới nước, trong khi con dê đã biến mất. Người ta cho rằng mực nước dâng trong mưa đã giúp con cá sấu thoát khỏi thợ săn, hoặc làm hỏng chiếc bẫy; nhưng không có bằng chứng hình ảnh nào cho thấy chuyện gì đã xảy ra, và cả đội đã phải rời Burundi do lý do chính trị, họ không thể tìm hiểu được chuyện gì đã xảy ra đêm đó.
Nhóm nghiên cứu cá sấu đã đến Burundi để bắt Gustave với một cái lồng dài 5m nhưng họ đã sai lầm khi nghĩ Gustave chỉ là con cá sấu bình thường và không có đầu óc nhưng nó đã trên 60 tuổi, chính vì vậy nó có nhiều kinh nghiệm và khôn ngoan để không bị lừa. Lần cuối cùng Gustave được thấy là vào tháng 2 năm 2008 theo nguồn National Geographic. Do không có các báo cáo sau này nên hiện trạng của Gustave không được biết.

## Đồn đoán
Gustave là một cái tên phổ biến ở Burundi không phải vì kích cỡ của nó mà là vì con cá sấu này đã giết hơn 300 mạng người ở nơi đây. Ban đầu con cá sấu Gustave sống một cái ao nhỏ tại một ngôi làng ở Burundi nơi mà nạn diệt chủng liên tiếp xảy ra trong thời gian đó. Ban đầu những kẻ diệt chủng giết người da đen rồi quẳng họ xuống ao. Do đã ăn rất nhiều xác chết của người dân da đen, Gustave đã trở nên thèm thịt người và vô tình trở thành một sát thủ. Nhiều người dân thậm chí còn chứng kiến Gustave giết và ăn những con hà mã đực trưởng thành là loài động vật mạnh mẽ và cực kỳ nguy hiểm.
Những người bản địa tin rằng, nó giết người như một thú vui tiêu khiển, chứ không phải vì đói, nó giết nhiều người cùng lúc trong một lần tấn công, sau đó biến mất hàng tháng, thậm chí cả năm, chỉ để xuất hiện ở một chỗ khác và lại giết người từ đó, người ta không ai đoán được nó xuất hiện lại khi nào và ở đâu. Dù Gustave bị thương bởi nhiều vết dao, lao và cả súng trường nhưng đến nay chưa ai giết được nó.
Có thể nói, Cá sấu Gustave được mệnh danh là một trong 3 huyền thoại ăn thịt người đáng sợ nhất lịch sử. Hầu như tất cả những con ác thú ăn thịt người đều không hoành hành được lâu, sau khi lộng hành một thời gian ngắn, chúng sẽ bị người dân địa phương tiêu diệt. Nhưng vẫn còn một con ác thú thực sự vẫn tồn tại khôn ngoan theo năm tháng và trở thành nỗi ám ảnh của nhiều người dân sống trên dòng sông Nile.

## Trong viễn tưởng
Gustave là cơ sở cho bộ phim Primeval (ban đầu tên là Gustave), theo chân một nhóm tin tức gửi đến Burundi để bắt một đại diện của Gustave được phóng đại.